# William Whorwood
Sir William Whorwood (c.1500 – 28 de mayo de 1545) fue un terrateniente en Staffordshire y los condados vecinos, un distinguido abogado y político en el reinado de Enrique VIII. Alcanzó los cargos de procurador general para Inglaterra y Gales y Fiscal general de Su Majestad para Inglaterra y País de Gales.

## Antecedentes y primeros años
Whorwood nació antes de 1505: su hermano mayor John tenía 40 años en 1534, y teniendo en cuenta también las fechas de su educación, se puede suponer que William nació entre 1500 y 1502.
Era el segundo o tercer hijo de John Whorwood de Compton, cerca de Kinver, uno de una familia de baja nobleza, que había vivido durante mucho tiempo en Compton, en Kinver, Staffordshire. El apellido de la familia también se registra como Horwood o Horewode, lo que da una indicación de la pronunciación contemporánea. Su madre era Elizabeth Corbyn, hija de Richard Corbyn de Kingswinford, Staffordshire.
Whorwood fue admitido en el Middle Temple para entrenamiento legal el 2 de noviembre de 1519. En dos años estaba actuando como receptor de dinero para los serjeants-at-law, el grupo de abogados de élite que monopolizaban el trabajo en los tribunales centrales. Rápidamente construyó una práctica exitosa, trabajando para clientes eminentes. Manejó las cuentas funerarias de Sir Thomas Lovell en 1524 y tres años después estaba asesorando a Anne Rede, sobrina de William Warham, el Arzobispo de Canterbury, sobre su dote. En 1526 fue nominado para el cargo de Common Serjeant of London, el oficial legal más importante de la ciudad capital, por el alcalde y los concejales de Londres, aunque no tuvo éxito frente a la competencia de un nominado real.

## Carrera política
En 1529, Whorwood fue elegido Miembro del Parlamento de Inglaterra por el burgo de Downton en Wiltshire. Este era uno de los tres burgo controlados por la Diócesis de Winchester. El alguacil del obispo simplemente completaba el retorno electoral o el indenture y se lo entregaba al Alto Sheriff de Wiltshire. El obispo en comenda en ese momento era Thomas Wolsey, anteriormente el principal consejero del rey, pero su carrera había entrado en su crisis final. Es posible que Warham influenciara en los resultados. Cinco de los seis escaños controlados por Winchester fueron ocupados por figuras legales de alto nivel, incluido el colega de Whorwood en Downton, Nicholas Hare, y Thomas Cromwell en Taunton.
Whorwood sirvió durante todo el Parlamento de la Reforma Inglesa, un período de más de seis años. En 1533, su nombre apareció en una lista elaborada por Cromwell y considerada como los nombres de los principales miembros opuestos a la Ley de Apelaciones Eclesiásticas de 1532. Sin embargo, parece haber sido generalmente cooperativo con la política real y ciertamente no mostró escrúpulos en beneficiarse de la Ley de Disolución de los Monasterios Menores, que ayudó a asegurar el apoyo de la gentry para la reforma anglicana. Para el final del parlamento, tenía buenas relaciones con Cromwell y la administración. Fue nombrado procurador general para Inglaterra y Gales el 13 de abril de 1536, el día antes de que se disolviera el parlamento.
El rey solicitó que los mismos miembros fueran reelegidos para el próximo parlamento, que estaba previsto convocar más tarde en el año. Sin embargo, Whorwood no fue reelegido para Downton. Sin embargo, se le pagaron £26 13s.4d. "por sus esfuerzos durante el tiempo del Parlamento", por lo que parece que debe haber asistido a la Cámara de los Lores. Recibió reconocimiento de su eminencia en su propio Colegio de Abogados al ser nombrado concejal y lector de otoño allí en 1537. A partir de 1539, fue receptor de un Orden de asistencia para asistir a los Lores, siendo el primer Fiscal General en ser llamado así. En julio de 1539, él y el Fiscal General recibieron £30 cada uno por su asistencia, con £6 13s.4d. para repartir entre sus escribanos. Whorwood probablemente ayudó a redactar importantes medidas durante el parlamento, incluida la Segunda Ley de Disolución y la ley que impone los Seis Artículos, una reafirmación de la dogma católico romano tradicional.
Whorwood fue utilizado tanto regularmente como en casos de emergencia para hacer cumplir la ley en su condado natal y en otros lugares. Fue juez de paz en Staffordshire. En abril de 1536 fue enviado con John Hynde para ayudar a sofocar una revuelta en Somerset y cada uno recibió £50 "por ejecutar rebeldes en el oeste". Al año siguiente fue enviado para lidiar con las secuelas del Levantamiento de Lincolnshire. También fue empleado en los tribunales de ingresos, recibiendo pagos muy grandes por su consejo. En 1540 fue nombrado procurador general para Inglaterra y Gales, sucediendo a John Baker, aunque él y Baker continuaron trabajando juntos en muchos asuntos. En 1544, Whorwood fue nombrado miembro de la corte de encuestadores con un salario de £6 13s.4d. Probablemente fue esta conexión la que le permitió comprar una serie de propiedades en West Midlands.

## Terrateniente
La familia de Whorwood parecía haberse establecido en el extremo sur de Staffordshire durante aproximadamente un siglo antes de su nacimiento, aunque sus ancestros más remotos son desconocidos. La finca familiar en Compton, justo al oeste de Kinver, era conocida como la Horewode alias le Halowes. A menudo se le menciona como William Whorwood de Compton Hallows. Compton era una pequeña mansión, que pertenecía a su padre y luego a su hermano mayor. La familia no era prominente hasta que William aumentó considerablemente su riqueza e influencia. Esto lo logró utilizando sus contactos en la administración real.
Whorwood compró al rey la mansión de Kinver con el castillo de Stourton en 1537 y posteriormente el rectorado impropio de Kinver, que permaneció en la familia hasta 1672. También adquirió varias propiedades en otros lugares, incluida la reversión del priorato de White Ladies, un convento agustino disuelto en Shropshire. Poseía una gran casa en Putney, probablemente adquirida a través de su segundo matrimonio.
Murió el 28 de mayo de 1545, dejando dos hijas como herederas. Ambas hijas fueron puestas bajo tutela de John Dudley, vizconde Lisle, luego duque de Northumberland.

## Matrimonios y familia
Whorwood se casó dos veces.
- Su primera esposa fue Cassandra Grey, hija de Sir Edward Grey de Enville, Staffordshire. Un hijo, John, murió joven. Su hija Anne Whorwood (fallecida en 1552), se casó con Ambrose Dudley, III conde de Warwick, por lo que su parte de las propiedades de su padre pasó a Thomas Whorwood, bisnieto de William.
- Margaret Brooke (fallecida en 1589), hija de Sir Richard Broke de Londres, fue su segunda esposa: después de su muerte, se casó con William Shelton. Su hija Margaret Whorwood se convirtió en pupila de Sir Henry Sidney [1]después de la ejecución de Dudley en 1553 y se casó con Thomas Throckmorton de Coughton Court.

En 1578 se hizo una partición de las propiedades familiares entre Thomas Throckmorton y Thomas Whorwood.